# Pterinopelma
Pterinopelma là một chi nhện trong họ Theraphosidae.

## Các loài
Chi này gồm các loài:
- Pterinopelma sazimai Bertani, Nagahama & Fukushima, 2011
- Pterinopelma vitiosum (Keyserling, 1891)